# Сантос, Иван Карлос де Соуза
Иван Сантос Карлос де Соуза (порт. Ivan Carlos de Souza Santos 8 июня 1982, Сан-Паулу) — бразильский футболист.

## Карьера
Начинал карьеру на родине. Выступал в бразильской Серии А за «Сан-Каэтано». Позднее переехал в Португалию, где провёл один сезон в местной элите в составе «Белененсеша». В 2010 году бразилец подписал контракт с клубом Первого дивизиона России «Волгарь-Газпром» (Астрахань). В первое время футболист удивлялся холодной погодой, в которую, по его словам, отменялись матчи в Португалии. Всего за команду Иван провел десять игр, в которых он не отметился результативными действиями. Позднее игрок вернулся на родину. Завершил свою карьеру он в 2015 году в составе «Гремио Баруэри».

## Достижения
- Чемпион штата Сан-Паулу в Серии A3 (1): 2005.